# Nolan - Come diventare un supereroe
Nolan - Come diventare un supereroe (Shredderman Rules) è un film per la televisione del 2007 diretto da Savage Steve Holland e basato sulla serie di libri Shredderman di Wendelin Van Draanen.

## Trama
Nolan Byrd deve affrontare i tipici problemi dell'adolescenza, in particolare il difficile rapporto con la ragazza che gli piace e la presenza del bullo Bubba Bixby, che lo tormenta.
Un giorno il signor Green assegna un compito multimediale alla classe e Nolan decide di farlo proprio allo scopo di combattere Bubba. Crea quindi in modo anonimo un sito web nel quale inserisce dei video con tutte le cattiverie di Bubba, che viene quindi subito sospeso. Intanto, Nolan scopre il terribile piano del signor Bixby, padre di Bubba, che vuole impadronirsi del laghetto della città di Sider Valley.
Nolan alla fine smaschera Bubba e si impadronisce delle prove che dimostrano le cattive intenzioni di Bob Bixby e il suo progetto va a monte.